# Salabasina-üreg
A Salabasina-üreg a Duna–Ipoly Nemzeti Parkban lévő Visegrádi-hegységben, Pomáz területén található egyik üreg.

## Leírás
A Lom-hegy és a Dera-patak között húzódó Salabasina-árok nyugati oldalában, a Pilisszentkereszt és Pomáz közötti műúttól mintegy 800 méterre, az árok peremétől 15–20 méterrel lejjebb helyezkedik el.
A falának tövében szabályos gömbfülkesor található. A kitöltés fehér színű por, amely a felszínen is előfordul. Benne kőtömbök vannak. Az üreg vége kitöltésmentes, itt a járat fala hasadékká szűkül. Helyi jelentőségű, kis méretű üreg.

## Kutatástörténet
Sárközi Szilárd bukkant rá egy terepbejáráson. Korábbi kutatottságáról nincs adat. 1996-ban Tinn József írta le. A térképét Nagy Eszter, Sárközi Szilárd és Tinn József készítette el.
A 2001. november 12-én készült Magyarország nemkarsztos barlangjainak irodalomjegyzéke című kézirat barlangnévmutatójában szerepel a Salabasina-üreg. A barlangnévmutatóban meg van említve 1 irodalmi mű, amely foglalkozik az üreggel. A 364. tétel nem említi, a 363. tétel említi. A 2014. évi Karsztfejlődésben megjelent tanulmányban az olvasható, hogy a Visegrádi-hegység 101 barlangjának egyike a Pomázon található Salabasina-üreg, amely nincs felmérve.